# Barrio Morelos
Barrio Morelos är en ort i Mexiko.   Den ligger i kommunen San Pablo Etla och delstaten Oaxaca, i den sydöstra delen av landet, 400 km sydost om huvudstaden Mexico City. Barrio Morelos ligger 1 590 meter över havet och antalet invånare är 923.
Terrängen runt Barrio Morelos är varierad. Runt Barrio Morelos är det mycket tätbefolkat, med 3 494 invånare per kvadratkilometer. Närmaste större samhälle är Oaxaca de Juárez, 9,7 km sydost om Barrio Morelos. Trakten runt Barrio Morelos består till största delen av jordbruksmark.